# アルラー
アルラー（Arular）は、イギリスのミュージシャン、M.I.A.のデビュー・アルバムである。2005年に発売され、ビルボードのトップ・エレクトロニックで3位を記録した。
『ローリング・ストーン誌が選ぶオールタイム・ベスト・デビュー・アルバム100』に於いて、91位にランクイン。

## トラックリスト
1. Banana Skit
2. Pull Up the People
3. Bucky Done Gun
4. Fire Fire
5. Freedom Skit
6. Dash the Curry Skit
7. Amazon
8. Bingo
9. Hombre
10. One for the Head Skit
11. 10 Dollar
12. U.R.A.Q.T.
13. Sunshowers
14. Galang
15. M.I.A.